# Tawau
Tawau è una città della Malaysia di 400 000 abitanti, situata nello Stato di Sabah.